# Abu l-Aliya Rufay ben Mihran al-Riyahi
Abu-l-Àliya Rufay ibn Mihran ar-Riyahí (en àrab Abu l-ʿĀliya Rufayʿ b. Mihrān ar-Riyāḥī) fou un escriptor religiós musulmà, antic esclau alliberat dels Banu Riyah i establert a Bàssora. Va viure al segle vii i va morir en una data incerta entre el 708 i el 714.
Va escriure un comentari sobre l'Alcorà i el va transmetre segons la tradició, amb hadits d'Úmar i Ubayy ibn Kab.